# Grace Davison
Grace Davison – amerykańska aktorka kina niemego i pionierka kina. Pierwsza w Stanach Zjednoczonych kobieta, która była operatorką filmową.

## Życiorys
Urodziła się na Long Island w zamożnej rodzinie. Uczęszczała do prywatnych i publicznych szkół w Nowym Jorku. W 1915 r. zaczęła pracować jako aktorka w Astor Film Corporation. W tej pracy zainteresowała się pracą kamery – na planie zadawała liczne pytania operatorowi Harry'emu A. Fishbeckowi i zaczęła pobierać lekcje sztuki operatorskiej. Z czasem zaczęła współpracować z Fischbeckiem i reżyserem Alem Reyem – okazjonalnie stawała za kamerą ich filmów, by nakręcić pojedyncze sceny, omawiała też z nimi zdjęcia do filmu. W 1915 r. samodzielnie nakręciła zdjęcia do filmów Nowożeńcy i Wiosenne cebule.
W 1916 r. w czasopiśmie Picture Play Magazine autor podpisany jako A.J Dixon poświęcił jej artykuł pt. "The Only Camera Woman". Kiedy dowiedział się, że w wytwórni pracuje operatorka filmowa, sądził iż jest to jedynie zastępstwo za męskiego operatora. Spodziewał się też, że będzie ona niekompetentna, jej ujęcia będą nieostre i złej jakości, a triki filmowe będą wykraczały poza jej umiejętności techniczne. Przekonał się jednak, że Davison nie tylko wykonuje zwykłe ujęcia z techniczną biegłością, ale też radzi sobie doskonale z trudnymi trikami.
W 1918 r. założyła własne studio filmowe i wyprodukowała m.in. film Wives of Men (reż. John M. Stahl). W 1922 r. wystąpiła jako aktorka w melodramacie The Splendid Lie (reż. Charles Horam). Jej dalsze losy są nieznane.